# Agrilus viridescens
Agrilus viridescens är en skalbaggsart som beskrevs av Knull 1935. Agrilus viridescens ingår i släktet Agrilus och familjen praktbaggar. Inga underarter finns listade i Catalogue of Life.